# 台東区立上野小学校
台東区立上野小学校（たいとうくりつ うえのしょうがっこう）は、東京都台東区東上野6丁目にある公立小学校。

## 沿革
出典
- 1990年（平成2年）
  - 4月1日 - 台東区立下谷小学校と台東区立清島小学校が統合し、東京都台東区立上野小学校として開校。校舎は、旧下谷小学校（台東区役所隣）の校舎を継続使用。
  - 10月26日 - 開校記念式典挙行。開校記念日を11月2日と定めた。
  - 10月27日 - 開校記念子ども祭り実施。
- 1991年（平成3年）
  - 3月28日 - 旧清島小学校跡地にインテリジェントスクールの新校舎（現校舎）落成。落成直前の新校舎にて、第1回卒業式を挙行。
  - 4月9日 - 新校舎落成式挙行。
  - 11月1日 - 校歌発表会開催。
- 1998年（平成10年）4月 - 台東区立西町小学校閉校に伴い、本校にも児童が編入。同小学校にあった「聞こえと言葉の教室」が本校所属となる（1999年3月31日まで）。
- 1999年（平成11年） - 開校10周年記念行事開催。内容は、コンサート・児童集会・マスコット（台ちゃん・うてなちゃん）制定・公開授業とパネルディスカッション等、記念式典を研究発表と兼ねて実施された。
- 2004年（平成16年） - 開校15周年。記念運動会・台東区ジュニアオーケストラ公演会・記念バースディ集会・記念誌刊行・周年記念アトラクション（中国雑伎団公演）・記念展覧会等を実施。
- 2006年（平成18年）4月 - 台東区立台東小学校閉校に伴い、本校にも台東小学校から児童1名が編入。
- 2008年（平成20年） - 土曜スクール終了（次年度からは授業に）。
- 2009年（平成21年） 
  - 土曜授業開始。
  - 東京芸術大学協力のもと、開校20周年記念陶板製作を実施。
  - 開校20周年記念式典挙行。記念アトラクション開催し、記念バースデイ集会実施。記念誌刊行。
- 2014年（平成26年） - 東京都教育委員会「オリンピック・パラリンピック教育推進校」の指定を受ける。
- 2018年（平成30年） - オリンピック記念「マーチ 明日へ」作成（東京藝術大学協力）。

## 通学区域
東京都台東区教育委員会によって指定されている上野小学校の通学区域は、以下の通り。
- 東上野一丁目（全域）
- 東上野二丁目（全域）
- 東上野三丁目（全域）
- 東上野四丁目（全域）
- 東上野五丁目（全域）
- 東上野六丁目（全域）
- 上野七丁目（全域）
- 北上野二丁目（1番-12番）
- 元浅草一丁目（14番-21番）
- 元浅草二丁目（全域）
- 元浅草三丁目（17番、18番）
- 元浅草四丁目（5番1号-6号、17号-20号、6番、7番4号-16号）

## 進学先中学校
公立中学校に進学する場合は次の3校が東京都台東区教育委員会により指定されている。
- 台東区立御徒町台東中学校 - 東上野一丁目、二丁目、三丁目から通う児童
- 台東区立忍岡中学校 - 東上野四丁目、五丁目、上野七丁目から通う児童
- 台東区立駒形中学校 - 東上野六丁目、北上野二丁目（1番-12番）、元浅草一丁目（14番-21番）、元浅草二丁目、元浅草三丁目（17番、18番）、元浅草四丁目（5番1号-6号、17号-20号、6番、7番4号-16号）から通う児童

## アクセス
- 東日本旅客鉄道（JR東日本）上野駅（入谷口）から、徒歩10分。
- 東京メトロ銀座線稲荷町駅から、徒歩3分。
- 都営バス「東上野六丁目」バス停下車後、徒歩5分。
- 台東区コミュニティバス「めぐりん」で、
  - 「南めぐりん」に乗車し、
    - 21番、32番停留所「上野学園」バス停下車後、徒歩5分。
    - 33番停留所「台東保健所」バス停下車後、徒歩3分。
    - 20番停留所「台東区役所」バス停下車後、徒歩5分。

  - 「ぐるーりめぐりん」に乗車し、31番停留所「台東区役所」バス停下車後、徒歩5分。

## 周辺
- 台東区立清島幼稚園 - 同一敷地内で、かつ進級前幼稚園のひとつ。
- 台東区立清島児童遊園 - 敷地が隣接。
- 長泉寺
  - 伊能忠敬と高橋至時の墓がある寺
- セブンイレブン台東東上野6丁目店
- マルエツ東上野店
- 台東区立東上野児童遊園
- 社会福祉法人佳水会上野保育園 - 進級前保育園のひとつ
- 上野学園
- 台東保健所
- なお、学校周辺には「長泉寺」以外の寺院や中小規模のマンション・アパートなども点在する。